# یوکی کوئیک
یوکی کوئیک (انگلیسی: Yuki Koike؛ زادهٔ ۱۳ مهٔ ۱۹۹۵) ورزشکار دو و میدانی اهل ژاپن است.
وی در مسابقات کشوری و بین‌المللی در مجموع برندهٔ ۱ مدال برنز شده‌است.